# Palazzo del Capitano del Popolo (Arezzo)
Il palazzo del Capitano del Popolo è un edificio di Arezzo. Dal 1996 è sede della casa museo di Ivan Bruschi. 

## Storia e descrizione
L'edificio sorge lungo Corso Italia, nella parte alta della città, davanti alla pieve di Santa Maria; risale nelle sue forme attuali al XIII secolo ma venne costruito reimpiegano resti di edifici più antichi. Fu dei Lodomei e poi dei Camaiani, poi divenne sede del Capitano di Parte Guelfa, inviato dai Fiorentini dopo la presa della città, o secondo altre fonti del capitano di Giustizia. In seguito fu sede della Zecca e, più tardi, tornò in mano privata, ridotto a civile abitazione. Agli inizi del Novecento appartenne alla famiglia dei Bruschi, antiquari. Il 2 dicembre 1943 fu colpito da un bombardamento, che distrusse gran parte del fabbricato posteriore e la metà sinistra della facciata, restando a lungo in rovina.
Solo agli inizi degli anni 1960 fu restaurato dall'antiquario Ivan Bruschi, che ne fece la sua dimora, la sede della sua collezione personale e un luogo di evcanti culturali e modani, che culminavano durante la Fiera Antiquaria di Arezzo, di cui Bruschi fu uno dei promotori fin dalla nascita nel 1968.
Alla morte di Bruschi, nel 1996, il palazzo venne donato a una Fondazione appositamente costituita, che lo aprì come museo.